# Kitasato-Universität

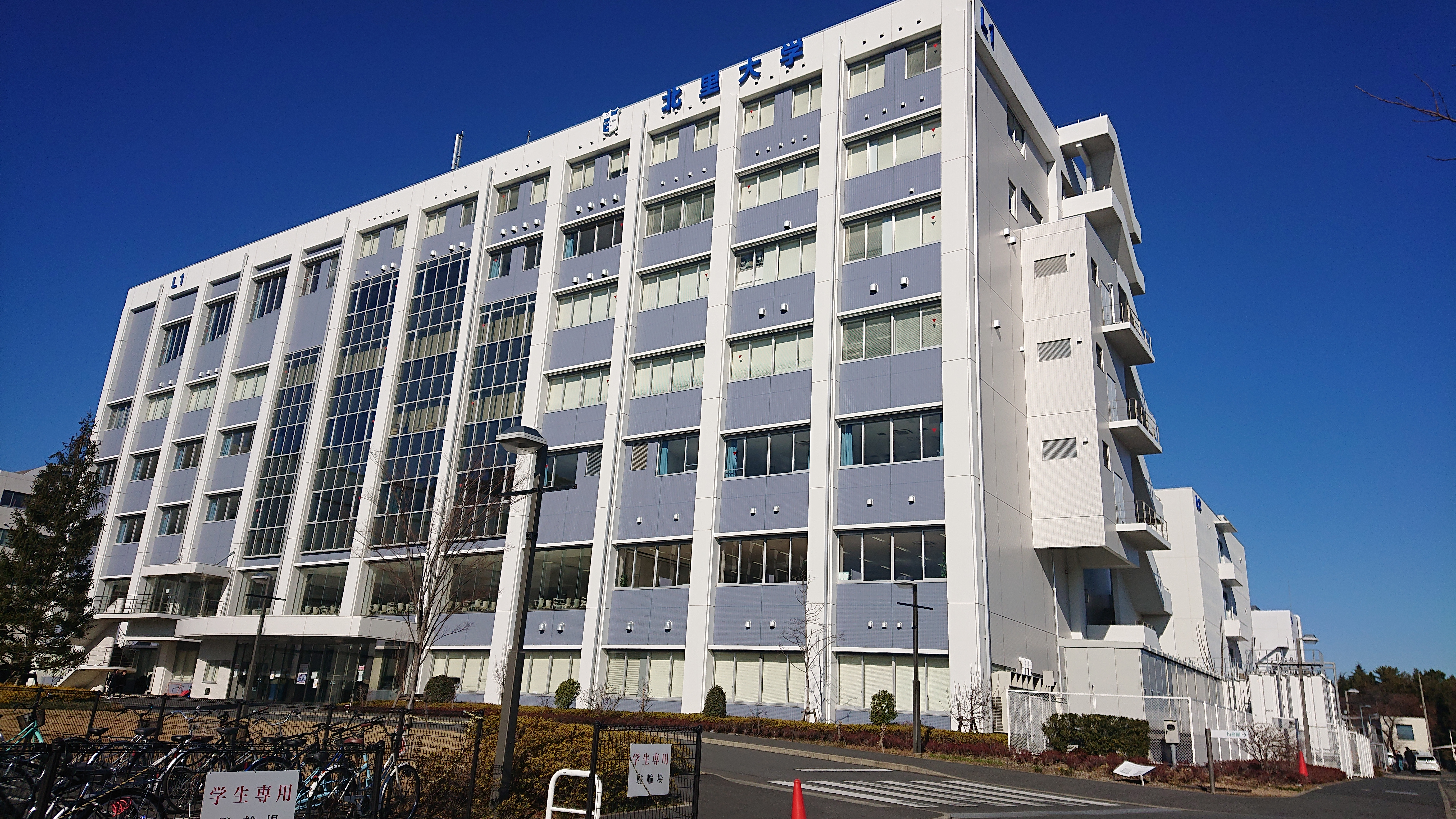
Campus Sagamihara der Kitasato-Universität

Die Kitasato-Universität (japanisch 北里大学, Kitasato Daigaku) ist eine private medizinische Hochschule in Tokio, Japan. 
Die Hochschule wurde 1962 gegründet. Sie ist benannt nach Kitasato Shibasaburō, der 1901 für den Nobelpreis für Medizin nominiert war. Im Jahr 2021 hatte die Universität 7990 Studenten.
Der japanische Biochemiker Satoshi Ōmura, im Jahr 2015 Nobelpreisträger für Medizin, machte sein Diplom an der Kitasato-Universität.